# Келлі Осборн
Келлі Мішель Лі Осборн (нар. 27 жовтня 1984) — британська авторка-виконавиця, акторка, телеведуча та модельєрка. Дочка Оззі та Шерон Осборнів, відома участю в шоу Сімейка Озборнів, за яке вони 2002 отримали премію Emmy. Також знімалася в «Поліції моди» (2010-2015). Брала участь у «Танцях із зірками», де з Луїсом ван Амстелом посіла третє місце. Озвучує Hildy Gloom в анімаційному серіалі Disney XD The 7D та суддю в обох «Got Talent» і в проєкті «Runway Junior».

## Життєпис
Народилась у Вестмінстері в Лондоні. Має старшу сестру Еммі й молодшого брата Джека. Від першого шлюбу батька має зведених брата і сестру Джессіку Гоббс і Луї Джона Осборнів. Мала неофіційного названого брата, Роберта Марцато, якого її батьки виховували після смерті матері Марко. Келлі виросла, подорожуючи з батьком на гастролях, і жила у понад 20 будинках, в основному в США, а також у Великій Британії.
Келлі Осборн і решта її сім'ї (без Еммі) знімалися в реаліті-шоу MTV Сімейка Озборнів, яке транслювалося з 2002 по 2005 рік. Серіал розповідав про їхнє повсякденне життя, зображаючи їх як неблагополучну сім'ю, де важка музика, ненормативна лексика та інші аспекти були частиною щоденного життя. Серіал почався, коли їй було 17 років, і закінчився, коли їй було 20. Келлі розповідала в інтерв'ю, що телевізійна бригада провела з ними кілька тижнів, і це було великим стресом для всієї сім'ї. У 2002 році, під час другого сезону «The Osbournes» , Келлі Осборн виступала з The Used Бертом МакКракеном. Шоу знімали в Каліфорнії, де родина жила кілька десятиліть.
Насичене життя Келлі Осборн обговорювали ЗМІ: від її депресії до стосунків із вокалістом гурту «The Used» Бертом МакКрекеном.
У 2004 році Осборн вкусив кліщ, вона перехворіла на хворобу Лайма.
Влітку 2005 року Осборн лягла в клініку, щоб позбавитися залежності від ліків, а також оголосила про свої проблеми з алкоголем та наркотиками.
7 березня 2013 року вона пережила напад епілепсії.
Келлі Осборн веде світське життя, експериментує з образами, пропагує здоровий спосіб життя.

## Кар'єра
Альбом «Shut Up» з'явився в продажу в листопаді 2002 року. Він був створений у стилі легковажного поп-панку і не зустрів великого інтересу у публіки. Влітку 2003 року Epic розірвала контракт із Осборн, а восени того ж року вона уклала контракт з меншим лейблом — «Sanctuary», і перевидала дебютну платівку під новою назвою «Changes», зумовленою успіхом балади «Changes» з альбому Black Sabbath "Vol. 4", яку Осборн переспівала з батьком. Пісню додали до перевиданого альбому.
Осборн зіграла кілька ролей у кіно: роль у телесеріалі «Перехідний вік» отримала чимало позитивних відгуків, проте серіал знімали недовго. 
У 2005 році вона працювала над новим альбомом «Sleeping in the Nothing», який з'явився восени, Осборн відмовилася від рок-саунду на користь поп-музики в стилі 1980-х. У роботі над альбомом їй допомагала Лінда Перрі, яка раніше співпрацювала з Pink і Крістіною Агілерою. Осборн підсумувала, що така музика набагато більше підходить її смакам, ніж поп-панк із «Shut Up».
На обкладинці альбому «Sleeping in the Nothing» фото Осборн суттєво обробили, створивши значно худіший образ, ніж в реальності. Це розлютило багатьох її фанів. Інший скандал викликав перший сингл альбому — «One Word». Слухачі помітили схожість пісні з хітом колективу Visage «Fade to Grey», так вважав і його автор Біллі Каррі. Він подав до суду на авторку «One Word» Лінду Перрі, звинувативши її в плагіаті. Однак справу згодом закрили, а Visage випустили власний ремікс на «One Word».

## Доробок

### Музика

#### Дискографія
- 2002 — «Shut Up»
- 2003 — «Changes»
- 2005 — «Sleeping in the Nothing»

### Фільмографія
| Рік       |    | Українська назва                       | Оригінальна назва           | Роль              |
| --------- | -- | -------------------------------------- | --------------------------- | ----------------- |
| 2015      | с  | C.S.I.: Кіберпростір                   | CSI: Cyber                  | Стелла Кейн       |
| 2014      | тф | Акулячий торнадо 2: Другий за рахунком | Sharknado 2: The Second One | стюардеса         |
| 2009      | с  | Готель «Вавилон»                       | Hotel Babylon               | Джо               |
| 2006      | мф | Страшно живи! Страшно помри!           | Live Freaky! Die Freaky!    | Шарон (озвучення) |
| 2004      | с  | Життя, як ми його знаємо               | Life as We Know It          | Дебора Тінан      |
| 2002      | ф  | Остін Паверс: Ґолдмембер               | Austin Powers in Goldmember | грає сама себе    |
| 2002—2005 | с  | Родина Осборнів                        | The Osbournes               | грає сама себе    |